# Industrie- und Kraftwerksrohrleitungsbau Bitterfeld
Der VEB Industrie- und Kraftwerksrohrleitungsbau Bitterfeld war ein Volkseigener Betrieb (VEB) der Deutschen Demokratischen Republik (DDR).

## Vorgängerbetriebe
Im Jahre 1917 gründete der Bitterfelder E. Otto Dietrich einen Montagebetrieb zum Rohrleitungsbau, dessen Kundschaft sich vor allem im expandierenden Bitterfeld-Wolfener Industriegebiet befand. Das Unternehmen wurde 1922 als „E. Otto Dietrich Rohrleitungsbau-Aktiengesellschaft“ eingetragen, 1923 übernahm die Mannesmann AG 50 % des Aktienkapitals. Dietrich schied aus dem Betrieb aus, die Mannesmann AG erwarb 80 % der Anteile. 1936 erfolgte eine Umbenennung in „Deutsche Rohrleitungsbau A.-G.“, 1938 wurde der Sitz von Bitterfeld nach Leipzig verlegt. Es wurden Aufträge in der UdSSR, Japan, Norwegen, Österreich und Norwegen ausgeführt.

## Rohrleitungsbau in Bitterfeld und Muldenstein zu Zeiten der DDR
Die auf dem Gebiet der SBZ tätigen Rohrleitungsbetriebe der Mannesmann AG wurden in selbständige Einzelbetriebe umgewandelt. So kam es zur Bildung des Rohrleitungsbau Bitterfeld, dem 1947 der Rohrleitungsbau im benachbarten Muldenstein (Kr. Bitterfeld) angegliedert wurde. 1947/48 wurde auf dem Gelände der ehemaligen Kali-Chemie in Bitterfeld ein zweiter Rohrleitungsbaubetrieb aufgebaut, der anfangs den Industriewerken Sachsen-Anhalts unterstellt war. 1951 entstand aus den beiden Betrieben der VEB EKM Rohrleitungsbau Bitterfeld, der der VVB (Vereinigung Volkseigener Betriebe) Energie – und Kraftmaschinenbau unterstellt war. 
Da auf die Sicherung der Energiekapazitäten der DDR seitens der Staatsführung besonderer Wert gelegt wurde, kam dem Kraftwerksbau eine besondere Rolle zu. Das Bitterfelder Werk beteiligte sich. u. a. an der Errichtung der Industriekraftwerke Lauchhammer (1953/55), „John Schehr“ Laubusch (1954), „Sonne“ Großräschen (1954/55), Bernburg (Saale) (1953/55), Kraftwerk Trattendorf III (1954), Kraftwerk Lübbenau (1958/64). Das Pumpspeicherwerk Markersbach, das Kraftwerk Boxberg, das Kraftwerk Jänschwalde und die Kernkraftwerke Kernkraftwerk Stendal und Kernkraftwerk Greifswald waren weitere Projekte, an den die Bitterfelder maßgeblich beteiligt waren. 
Das Werk in Muldenstein nahm 1960 die Produktion von Ölrohren auf, nachdem der Bitterfelder Rohrleitungsbau 1959 den Auftrag zur Fertigung von 900 km Erdölrohrleitung für die Pipeline „Freundschaft“ (UdSSR-Polen-DDR) bekam. Dieser Auftrag stand im Zusammenhang mit dem im gleichen Jahr vom ZK der SED verabschiedeten Chemieprogramm, das u. a. den Aufbau einer Petrolchemieindustrie vorsah. Die in Muldenstein gewonnenen Erfahrungen führten zum Neubau eines Rohrschweißwerkes in Bitterfeld, welches am 1. Juli 1961 die Produktion aufnahm. Zum 1. Januar 1962 erfolgte die Trennung des VEB EKM Rohrleitungsbau Bitterfeld in die Betriebe VEB Industrie- und Kraftwerksrohrleitungsbau (IKR) Bitterfeld als Montagebetrieb und VEB Rohrwerke Bitterfeld (ROB) als Werkstattbetrieb. Infolge des Röhrenembargos errichtete der Bitterfelder Betrieb ROB in seinem Zweigwerk Muldenstein ein modernes Spiralrohrwerk, welches im November 1967 in Betrieb genommen wurde. In den Folgejahren waren die Bitterfelder Rohrleitungsbauer in Algerien, Burma, Finnland, Griechenland, Indien, Jordanien, Nicaragua, Nordkorea, Sudan, Syrien, Thailand, Türkei, Uruguay und Vietnam tätig. Weiteres Tätigkeitsfeld war die Errichtung von Anlagen für Erdgasförderung in der UdSSR entlang der „Druschba-Trasse“. 
1985 kam es zur Bildung eines Montagegroßbetriebes unter Führung des VEB Industrie- und Kraftwerksrohrleitungsbau Bitterfeld als Leitbetrieb, mit der Folge, dass der VEB Rohrwerke Bitterfeld dem VEB IKR als Betriebsteil zugeordnet wurde.
Der Betrieb war Teil des Kombinats Kraftwerksanlagenbau.

## Übergang in die Marktwirtschaft
Nach der Deutschen Wiedervereinigung 1990 trennten sich die Rohrwerke Bitterfeld wieder vom IKR und wurden in eine GmbH umgewandelt. Der Muldensteiner Betrieb gliederte sich aus und wurde zur Rohrwerke Muldenstein GmbH. Zum 1. April 1991 wurde die Rohrwerke Muldenstein GmbH ein Tochterunternehmen der Klöckner Stahl GmbH Bremen, die 51 Mio. DM in die Modernisierung des Werks investierten. Die Rohrwerke Muldenstein GmbH wurde 2000 geschlossen, nachdem der Markt für Stahlrohre stark geschrumpft war. Dadurch gingen rund 300 Arbeitsplätze verloren. Der Betriebsteil Bitterfeld der Rohrwerke wurde 1991 von der Treuhandanstalt an die Industrie Union Aktiengesellschaft in Vaduz verkauft. Diese Privatisierung misslang, wodurch 270 Arbeitsplätze verloren gingen. 
Der VEB IKR wurde 1990 in eine GmbH umgewandelt und wurde eine Tochter der Babcock Rohrleitungsbau GmbH in Oberhausen. Es erfolgte ein stetiger Abbau von Arbeitsplätzen.